# 萊希-尼亨症候群
萊希-尼亨症候群（英語：Lesch–Nyhan syndrome，簡稱 LNS），是一種因缺乏次黃嘌呤-鳥嘌呤磷酸核苷轉移酶（HGPRT）的罕見遺傳疾病，成因是在X染色體上HPRT1基因發生突變，造成次黃嘌呤-鳥嘌呤磷酸核苷轉移酶的缺失。此病症發生率為每100,000至380,000新生兒中約會出現一例。
由於次黃嘌呤-鳥嘌呤磷酸核苷轉移酶缺乏會導致磷酸核糖焦磷酸在身體中累積，使嘌呤無法排出，以致於尿酸大量合成，造成體內尿酸比例過高，這會導致出現高尿酸血症和高尿酸尿症，且伴有嚴重的痛風和引起腎臟機能問題，此外還會造成神經系統傷害，包括有嚴重的肌能障礙和中度智能障礙，這些併發症通常出現在出生後的第一年。兩歲開始，萊希-尼亨症候群的患者會出現自我傷害的行為，例如自殘性啃咬手指或嘴唇。神經系統症狀包括做鬼臉，無意識扭動，以及與亨丁頓舞蹈症類似的舞蹈手足，但是神經系統異常的病因目前尚不清楚，大多數患有此病者在一生中都存在嚴重的精神和生理問題。因為缺乏次黃嘌呤-鳥嘌呤磷酸核苷轉移酶導致身體不能充分利用維生素B12，一些患者可能還會患上一種稱為巨紅血球貧血的罕見疾病。
目前對於神經行為仍然沒有治療方式，只能對症治療，無法根治疾病。

## 歷史
1964年，當時有兩位兄弟（五歲和八歲）最初被診斷患有腦性麻痺，不過後來由兒科醫生威廉·尼亨及其學生麥可·萊希在約翰·霍普金斯大學醫學院確認為患有先前未曾發現的遺傳性代謝疾病，此症候群之名稱也由兩位發現者之名來命名。
1967年，由J·艾德文·西格米勒醫師和他的同事，在美國國立衛生研究院發現萊希-尼亨症候群的患者在嘌呤代謝方面存在問題；1969年，塞米勒等人又發現了部分次黃嘌呤-鳥嘌呤磷酸核苷轉移酶部分缺陷症狀。
1985年，導致此疾病之基因正式被確認。

## 遺傳

萊希-尼亨症候群是一種X染色體性聯隱性遺傳的疾病

萊希-尼亨症候群肇因於X染色體上HPRT1基因突變，基因突變導致人體缺乏次黃嘌呤-鳥嘌呤磷酸核苷轉移酶，而進一步產生大量的尿酸。由於萊希-尼亨症候群為X染色體性聯隱性遺傳的疾病，因此通常由女性帶因者傳給下一代，但仍然有三分之一的患者沒有任何家族史，屬於新的突變造成。患者大多為男性（但不是全部），女性患者世界中極為罕見。女性帶原者所生育的子代中，男孩有一半的機率會罹患萊希-尼亨症候群，因為男性則只需一條缺陷基因即會產生症狀。

## 症狀

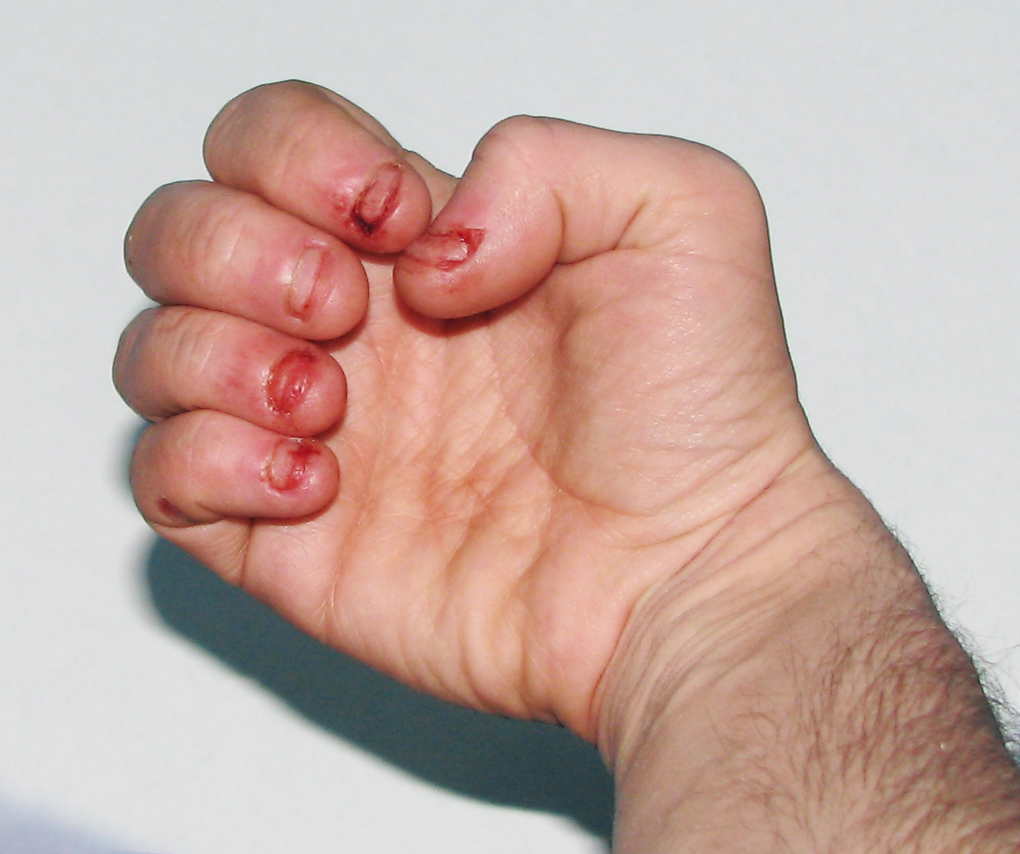
過度的咬傷手指是萊希-尼亨症候群的一種行為

萊希-尼亨症候群主要有三大特徵：神經系統上的失能、行為異常以及尿酸過量產生。

### 神經系統失能
運動發展遲緩情形會隨著年齡漸長，在3至6個月大時，最常見的呈現特徵是肌張力低下和發育遲緩，運動發展遲緩情形會隨著年齡漸長，逐漸出現不自主的舞蹈動作、肢體僵硬、腦性麻痺、指痙症，這些現象與基底核受損傷有關。此外，運動障礙在語言上會引起發音問題，一般也會使患有萊希-尼亨症候群的人無法走路，需要協助就坐，而且大多需要坐輪椅。

### 行為異常
萊希-尼亨症候群患者在認知上受到會損害，並且在2至3歲之間出現行為障礙。自我傷害通常在三歲時開始。自我傷害始於咬嘴唇和舌頭；隨著疾病的進展，受影響的患者經常發生咬手指和撞頭。在壓力增加時自我傷害會更嚴重，自殘是該疾病的一個顯著特徵，85％的男性患者會有此行為。

### 尿酸過量產生
此症造成尿中出現橘色尿酸結晶，亦常導致腎臟、輸尿管及膀胱的小結石產生，這些結石可能導致出現血尿並增加尿道感染的風險。另外，結晶若堆積在關節處則會有關節腫脹、疼痛等類似痛風型關節炎症狀產生。如果不進行治療，也可能會導致腎功能衰竭、痛風性關節炎和痛风石。

### 輕微症狀
若患者仍可生成部分次黃嘌呤-鳥嘌呤磷酸核苷轉移酶，則症狀不會如此嚴重，可能不會發生自我傷害，認知和肌張力的問題不大，甚至是正常的。但該疾病仍有75％患者會引起痛風和腎結石，隨年紀增長，許多部位會出慢性關節炎，包括手腳、膝蓋關節或腳趾等。這種症狀又被稱為凱利-塞米勒症候群（Kelley–Seegmiller syndrome，簡稱KSS）。

## 診斷
要確認一個人是否患有此疾病，需觀察是否有該病的特徵：神經系統上的失能、行為異常以及尿酸過量產生。其中，自我傷害是最顯而易見的特徵。若有相關特徵，一般會先測試尿酸濃度，如果這些測試顯示出尿酸高於標準，那麼罹患萊希-尼亨症候群的可能性就會增加。但是尿酸過高仍不足以確認，原因是還存在其他一些高尿酸的疾病，而且一些患有萊希-尼亨症候群的兒童尿酸不高。
由於此為遺傳疾病，通常還會進行譜系分析與基因測試，倘若還有自我傷害（尤其是咬傷自己）行為，那便可確認罹患此疾病。

## 治療
萊希-尼亨症候群只能對症治療，患者必須控制尿酸的產生，如未控制得宜，恐會造成腎功能衰竭以致死亡，故患者要保持充足的水分，並搭配別嘌醇，來緩解痛風症狀並預防腎結石，其他透過增加排泄尿酸到尿液中來降低血尿酸的藥物不適用於萊希-尼亨症候群，雖然它們有助於降低痛風的發生，但它們實際上會增加腎結石的風險。當有腎結石時，可以用體外震波碎石術治療，將結石崩解成小碎塊，隨尿液排出。
至於神經症狀則沒有標準治療方法，目前大多利用左多巴、地西泮、苯巴比妥等藥物緩解。而自殘的行為因為難以消除，在一些患者中，為了防止自我傷害，需要去除牙齒，或將患者束縛以減少自我傷害之情況。

## 預後
一般而言，症狀輕微患者，在良好的醫療照顧下可以活到三十至四十歲，情況最輕微者患者的壽命甚至與一般人一樣。但是多數的嚴重病患，該病會嚴重傷害腎臟和大腦，從而導致患者死亡，可能在10幾個月就會死亡，鮮少超過三十歲。死亡通常是因吞嚥困難、吸入性肺炎、喉部痙攣性呼吸衰竭或腎功能衰竭而死亡。